# Neoctoplon
Neoctoplon is een kevergeslacht uit de familie van de boktorren (Cerambycidae). De wetenschappelijke naam van het geslacht werd voor het eerst geldig gepubliceerd in 1969 door Martins.

## Soorten
Neoctoplon is monotypisch en omvat slechts de volgende soort:
- Neoctoplon brunnipenne (Martins, 1960)